# Maximiliano Amondarain
Maximiliano Amondarain, vollständiger Name Maximiliano Javier Amondarain Colzada, (* 22. Januar 1993 in Montevideo) ist ein uruguayischer Fußballspieler.

## Karriere

### Verein
Der 1,86 Meter große Defensivakteur Amondarain schloss sich 2006 Nacional Montevideo an und durchlief in der Folgezeit sämtliche Jugendmannschaften der Bolsos. Von dort wechselte er im August 2012 auf Leihbasis zum Club Atlético Progreso. Dort debütierte er am 7. Oktober 2012 in der Partie gegen Fénix in der höchsten uruguayischen Spielklasse. In der Apertura und Clausura 2012/13 sind dort insgesamt 18 Einsätze (kein Tor) in der Primera División für ihn verzeichnet. Ende August 2013 schloss er sich Cardiff City an und unterschrieb einen Vierjahresvertrag. Die Waliser erwarben 50 Prozent der Transferrechte für 400.000 Euro. Diese Zahlung ging jedoch nicht an Nacional Montevideo, sondern wurde zwischen den am Vertragsschluss beteiligten Beratern, Progreso und Amondarain selbst aufgeteilt. Bei Cardiff City wurde er in der Spielzeit 2013/14 nicht eingesetzt. Ende Dezember 2013 wurde berichtet, er sei an seinen vorherigen Verein Progreso ausgeliehen worden. Diese angebliche Leihe wird jedoch in einem Artikel über ihn in der Zeitung El Observador aus dem Januar 2015 weder bestätigt noch thematisiert. In der Spielzeit 2014/15 sind für ihn abermals keine Ligaeinsätze verzeichnet. Er stand bei den Walisern bis Mitte 2017 unter Vertrag. Am 24. Juni 2015 einigten sich Amondarain und der Klub in gegenseitigem Einvernehmen auf eine sofortige vorzeitige Beendigung des Vertragsverhältnisses. Im Dezember 2015 schloss er sich ab Januar 2016 dem spanischen Klub FC Elche an. Ohne Pflichtspieleinsatz wechselte er Anfang Oktober 2016 zu FC Barakaldo. Bei den Basken kam er in der Saison 2016/17 25-mal in der Liga Einsatz und schoss drei Tore. Mitte Juli 2017 kehrte er nach Uruguay zurück und schloss sich dem Racing Club de Montevideo an.

### Nationalmannschaft
Amondarain debütierte am 22. Dezember 2012 unter Trainer Juan Verzeri bei der Copa Antel im Spiel gegen Athletico Paranaense in der uruguayischen U-20-Nationalmannschaft. Amondarain gehörte dem Aufgebot der uruguayischen U-20-Auswahl bei der U-20-Südamerikameisterschaft 2013 in Argentinien an und bestritt während des Turniers eine Partie. Im Juli 2013 wurde er sodann bei der U-20-Weltmeisterschaft 2013 in der Türkei Vize-Weltmeister mit Uruguay. Zunächst war er für das Turnier nicht berücksichtigt worden. Nach der Verletzung von Fabricio Formiliano wurde er jedoch nachnominiert. Bislang (Stand: 5. Juli 2013) absolvierte er drei Länderspiele in dieser Altersklasse. Ein Tor erzielte er nicht.

### Erfolge
- U-20-Vize-Weltmeister 2013